# 長島弘宜
長島 弘宜（ながしま みつき、1996年11月9日 - ）は、日本の元子役、元俳優である。
キャロットに所属していた。血液型O型。趣味は野球。

## 主な出演

### テレビドラマ
- 愛の劇場 温泉へ行こう4 第28話（2003年、TBS）野口けんた 役
- 愛し君へ（2004年、フジテレビ）佐藤正巳 役
- 金曜エンタテイメント 姫さま事件帖3（2004年、フジテレビ）
- 大奥第一章（2004年、フジテレビ）国松 役
- 大奥第一章スペシャル（2005年、フジテレビ）国松 役
- 日曜劇場 誰よりもママを愛す（2006年、TBS）嘉門薫 役
- 生物彗星WoO 第9-10話（2006年7月2日・9日、NHKデジタル衛星ハイビジョン）- 菊田 康太 役
- 受験の神様（2007年、日本テレビ）梅沢広 役
- 斉藤さん（2008年、日本テレビ）佐原先生の元教え子 役
- 炎神戦隊ゴーオンジャー（2008年、テレビ朝日）大地 役
- ラスト・フレンズ（2008年、フジテレビ）岸本省吾 役
- 藤子・F・不二雄のパラレル・スペース「ボクラ共和国」（2008年、WOWOW）花田豪 役

### CM
- カネテツデリカフーズ「ポケモンかまぼこ」（2001年）
- 雪印乳業「ネオソフト」（2002年 - 2005年）
- ライオン「キレイキレイ」（2002年 - 2005年）
- NTTDoCoMo東海（2002年）
- 永谷園「煮込みラーメン」（2003年 - 2004年）
- 松下電器産業「パナソニックフェア」（2003年 - 2005年）パナ坊の声
- バンダイ「変身スーツ」（2004年）
- NTTDoCoMo北陸（2005年 - 2006年）
- セコム 住宅セコム（2006年）
- 竹下製菓 ブラックモンブラン（2008年）

### 映画
- 不良少年の夢（2005年）義家の弟 役
- 雨の町（2006年） - 安場カズヒロ 役